# Rogas rufifemur
Rogas rufifemur är en stekelart som först beskrevs av Szepligeti 1914.  Rogas rufifemur ingår i släktet Rogas och familjen bracksteklar. Inga underarter finns listade i Catalogue of Life.